# Felahiye
Felahiye là một huyện thuộc tỉnh Kayseri, Thổ Nhĩ Kỳ. Huyện có diện tích 412 km² và dân số thời điểm năm 2007 là 6938 người, mật độ 17 người/km².